# Bazán Vladimir
Bazán Vladimir (Ungvár, 1956. május 29. – 2022. január 7. vagy előtte) festőművész.

## Életpályája
1975-ben az ungvári Képző- és Iparművészeti Szakközépiskolában szerzett ötvös képesítést, de mindig is a festészet érdekelte. Az Ukrán Művészeti Alap munkatársaként dolgozott mint iparművész, festőművész; majd 1983-tól szabad szellemi tevékenységgel foglalkozott, mely magában foglalta a művészeti alkotások elkészítésén kívül – kiállítások, tárlatok szervezését, szereplést az országon belüli és nemzetközi pályázatokon, valamint monumentális belsőépítészeti és kültéri díszítő mozaikok tervezés-kivitelezését az akkori Szovjetunió területén. 1985–1988 között Szahalin szigetén olajkutatási expedícióban vett részt. 1994 óta élt Magyarországon, Kecskeméten.

## Kiállítások
- 1979: Területi kiállítás, Ungvár; Köztársasági kiállítás, Kijev
- 1982: Területi kiállítás, Románia
- 1982: Területi kiállítás, Csehszlovákia
- 1983: 1. önálló kiállítás a Cafe Club Fórumban, Ungvár
- 1989: Köztársasági kiállítás, Kijev
- 1990: Művészeti Alap Kiállítóterem, Kijev; Ukrán Avantgárd Csoport, Szovjet Kultúra Háza, Budapest; Kárpátaljai Fiatal Művészet, Szovjet Kultúra Háza, Budapest
- 1991: Önálló kiállítás, Ungvár, Ungvári Képtár; Avantgárd Művészeti Csoport, Nemzeti Kiállítóterem, Kijev
- 1992: Önálló kiállítás, Ungvár, Ungvári Képtár; Kijev Nemzeti Képcsarnok; Ukrán Avantgárd Csoport, XXI. sz. Galéria, Toronto
- 1993: Önálló kiállítás, Pforzheim, Németország
- 1994: Önálló kiállítás, Lajosmizse
- 1995: 8 hónapos alkotótevékenység a Kecskemét Alkotóházban, ennek anyagából önálló kiállítás, Kecskemét, EFMK
- 1997: Közös kiállítások: Gödöllő; Győr; Budapest; Kecskemét, Dán Kulturális Intézet
- 1998: Kecskemét, Téli tárlat, Dán Kulturális Intézet, Egészségügyi Szakközépiskola
- 1999: Kecskemét, Ardita capra, Kortárs Galéria, Dán Kulturális Intézet; Tiszakécske; Kecskemét képzőművészete a XX. sz. 2. felében, Kecskeméti Képtár, Kecskemét
- 2000: Békéscsaba, Győr – Korszakváltó csoport, Amatőr Atrium megyei és országos tárlat; Kecskemét Arcai, Kecskeméti Képtár, Kecskemét
- 2001: Győr – Korszakváltó csoport; Békéscsaba; Debrecen; Tállya, Régiók találkozása – Kárpát-Medencei Napok, Budapest Kitörés c. közös kiállítás, Budapest, Magyar Kultúra Alapítvány
- 2003: Önálló kiállítás, Dabas, Amator Artium XVIII. Országos Tárlat, Budapest
- 2004: Önálló kiállítás, Kecskemét, E Galéria; Budapest, Magyarok Háza; Téli Tárlat, Kecskemét
- 2005: Volksbank Galéria, Nagykanizsa, MROE kiállítás, Budapest, Magyar Kultúra Alapítvány Székháza
- 2006: Művésztelepi kiállítások: Kecel, Bugac, Császártöltés
- 2007: Alkotótelepek kiállításai: Bugac – Kecskemét, Kecel, Tamási, Császártöltés
- 2008: Art Caffé, Kecskemét – önálló kiállítás
- 2013: Velem alkotótábor
- 2013: Tendenciák KKK kiállítás
- 2014: Kecskemét arcai III. – tavaszi fesztivál
- 2014: Császártöltés alkotótábor és kiállítás
- 2014: Békés alkotótábor és kiállítás
- 2014: Velem alkotótábor
- 2014: Eger alkotótábor
- 2014: Kiskunsági Alkotótábor Bugac és kiállítás
- 2015: Alkotótábor és csoportos kiállítás, Apátin, Szerbia
- 2015: Művészet és közösség I. KKK kiállítás, Tiszakécske
- 2015: Művészet és közösség II. KKK kiállítás, Hirös Agóra, Kecskemét
- 2016: Csoportos kiállítás Limes Galéria, Komárno, Szlovákia
- 2016: Önálló kiállítás, Szoboszlai Galéria, Szolnok
- 2016: VIII Kortárs Keresztény ikonográfiai Biennálé, Cifrapalota, Kecskemét